# Petre Ivanovici
Petre Daniel Ivanovici (Timișoara, 2 marzo 1990) è un calciatore rumeno, centrocampista del Timisul Sag.

## Carriera
Ha giocato nella prima divisione rumena.

## Palmarès

### Club

#### Competizioni nazionali
- Coppa di Romania: 1

Voluntari: 2016-2017
- Supercoppa di Romania: 1

Voluntari: 2017